# Better When I'm Dancin'
"Better When I'm Dancin'" là một bài hát của nữ ca sĩ Meghan Trainor cho album nhạc phim của bộ phim The Peanuts Movie. Bài hát được đồng sáng tác bởi Thaddeus Dixon, được phát hành bởi Epic Records vào ngày 13 tháng 10 năm 2015, dưới dạng đĩa đơn đầu tiên từ album.

## Video âm nhạc
Được chỉ đạo bởi Philip Andelman, video xuất hiện trên dịch vụ Apple Music vào ngày 13 tháng 10 năm 2015 và trên Vevo ngày tiếp theo. Video có sự góp mặt của Trainor, cùng với các nhân vật Snoopy, Charlie Brown, và một số nhân vật khác từ Peanuts.

## Biểu diễn trực tiếp
Trainor đã biểu diễn bài hát tại The Tonight Show Starring Jimmy Fallon và Dancing with the Stars.

## Xếp hạng
| Bảng xếp hạng (2015)                              | Vị trí cao nhất |
| ------------------------------------------------- | --------------- |
| Úc (ARIA)                                         | 76              |
| Canada (Canadian Hot 100)                         | 93              |
| Hoa Kỳ Bubbling Under Hot 100 Singles (Billboard) | 1               |